# UFC 265
UFC 265: Lewis vs. Gane（ユーエフシー・ツーシックスティファイブ：ルイス・バーサス・ガーヌ）は、アメリカ合衆国の総合格闘技団体「UFC」の大会の一つ。2021年8月7日、テキサス州ヒューストンのトヨタセンターで開催された。

## 大会概要
本大会はデリック・ルイスとシリル・ガーヌによるUFC世界ヘビー級暫定王座決定戦が組まれた。

## 試合結果

### アーリープレリム
第1試合 バンタム級 5分3R
○  ジョニー・ムニョス vs.  ジェイミー・シモンズ ×
2R 2:35 リアネイキドチョーク
第2試合 女子フライ級 5分3R
○  メリッサ・ガト vs.  ビクトリア・レオナルド ×
2R 5:00 TKO（ドクターストップ）
第3試合 バンタム級 5分3R
○  マイルズ・ジョーンズ vs.  アンデルソン・ドス・サントス ×
3R 1:16 KO（右フック）
第4試合 129ポンド契約 5分3R
○  マネル・ケイプ vs.  オデー・オズボーン ×
1R 4:44 KO（右飛び膝蹴り→パウンド）
※ケイプの体重超過によりフライ級から変更。

### プレリミナリーカード
第5試合 女子ストロー級 5分3R
○  ジェシカ・ペネ vs.  カロリーナ・コバケビッチ ×
1R 4:32 腕ひしぎ十字固め
第6試合 ライトヘビー級 5分3R
○  アロンゾ・メニフィールド vs.  エド・ハーマン ×
3R終了 判定3-0（30-27、30-27、30-27）
第7試合 バンタム級 5分3R
○  ヴィンス・モラレス vs.  ドラコ・ロドリゲス ×
3R終了 判定3-0（30-27、29-28、29-28）
第8試合 ライト級 5分3R
○  ラファエル・フィジエフ vs.  ボビー・グリーン ×
3R終了 判定3-0（30-27、29-28、29-28）

### メインカード
第9試合 バンタム級 5分3R
○  ソン・ヤドン vs.  ケイシー・ケニー ×
3R終了 判定2-1（28-29、29-28、30-27）
第10試合 女子ストロー級 5分3R
○  ティーシャ・トーレス vs.  アンジェラ・ヒル ×
3R終了 判定3-0（30-27、30-27、29-28）
第11試合 ウェルター級 5分3R
○  ビセンテ・ルケ vs.  マイケル・キエーザ ×
1R 3:25 ダースチョーク
第12試合 バンタム級 5分3R
○  ジョゼ・アルド vs.  ペドロ・ムニョス ×
3R終了 判定3-0（30-27、30-27、30-27）
第13試合 UFC世界ヘビー級暫定王座決定戦 5分5R
○  シリル・ガーヌ vs.  デリック・ルイス ×
3R 4:11 TKO（パウンド）
※ガーヌが王座獲得に成功。

### 各賞
ファイト・オブ・ザ・ナイト：ラファエル・フィジエフ vs. ボビー・グリーン
パフォーマンス・オブ・ザ・ナイト：シリル・ガーヌ、ビセンテ・ルケ、ジェシカ・ペネ、マイルズ・ジョーンズ
各選手にはボーナスとして5万ドルが授与された。

### カード変更
負傷などによるカードの変更は以下の通り。